# Фассора, Альберто
Альберто Фассора (исп. Alberto Fassora; 1 декабря 1909, Симока, провинция Тукуман —  неизвестно, Сан-Мигель-де-Тукуман) — аргентинский футболист, нападающий.

## Карьера
Альберто Фассора начал играть в футбол в 1927 году в клубе «Атлетико Сентраль Норте». Вскоре он был обменян на игрока Эрнандеса в клуб «Атлетико Тукуман». Тогда же футболист стал играть за сборную Тукумана, которая проводила множество матчей, включая турне по Южной Америке, вершиной которой стала победа над сборной Перу со счётом 3:1, с двумя забитыми Фассорой голами. В том же году он отправился со сборной Аргентины на чемпионат Южной Америки, но на поле не выходил. Любопытно, что его первоначально отсеяли из состава национальной команды, но после разгромных статей в газете «Critica» и журнале «Jornada Deportiva» возвратили в сборную. За сборную Фассора сыграл один матч, в котором она встречалась со второй сборной Аргентины. При этом Фассора сыграл по тайму за каждую команду, забив два гола за вторую сборную и один мяч за первую.
В 1931 году Фассора перешёл в клуб «Расинг» из Авельянеды. В первом же сезоне он стал лучшим бомбардиром команды, забив 20 голов. В два последующих сезона «Расинг» занимал третье место в чемпионате. В 1933 году он забил три гола в финале Кубка Конкуренции чемпионата Аргентины диссидентских организаций. За клуб форвард провёл 61 матч и забил 43 гола. В 1934 году он уехал в Бразилию в клуб «Америка». Годом позже он возвратился на родину, став игроком команды «Атлетико» из Сан-Хуана. В 1936 году Фассора завершил карьеру в клубе «Архентинос Хуниорс».

## Международная статистика

### Аргентина А
| Матчи Альберто Фассоры за сборную Аргентины | Матчи Альберто Фассоры за сборную Аргентины | Матчи Альберто Фассоры за сборную Аргентины | Матчи Альберто Фассоры за сборную Аргентины | Матчи Альберто Фассоры за сборную Аргентины | Матчи Альберто Фассоры за сборную Аргентины | Матчи Альберто Фассоры за сборную Аргентины |
| ------------------------------------------- | ------------------------------------------- | ------------------------------------------- | ------------------------------------------- | ------------------------------------------- | ------------------------------------------- | ------------------------------------------- |
| №                                           | Дата                                        | Место проведения                            | Оппонент                                    | Счёт                                        | Голы                                        | Турнир                                      |
| 1                                           | 29 октября 1929                             | Буэнос-Айрес                                | Аргентина-B                                 | 6:5                                         | 1                                           | Товарищеский матч                           |

### Аргентина B
| Матчи Альберто Фассоры за сборную Аргентины-B | Матчи Альберто Фассоры за сборную Аргентины-B | Матчи Альберто Фассоры за сборную Аргентины-B | Матчи Альберто Фассоры за сборную Аргентины-B | Матчи Альберто Фассоры за сборную Аргентины-B | Матчи Альберто Фассоры за сборную Аргентины-B | Матчи Альберто Фассоры за сборную Аргентины-B |
| --------------------------------------------- | --------------------------------------------- | --------------------------------------------- | --------------------------------------------- | --------------------------------------------- | --------------------------------------------- | --------------------------------------------- |
| №                                             | Дата                                          | Место проведения                              | Оппонент                                      | Счёт                                          | Голы                                          | Турнир                                        |
| 1                                             | 29 октября 1929                               | Буэнос-Айрес                                  | Аргентина                                     | 5:6                                           | 2                                             | Товарищеский матч                             |

## Достижения
- Чемпионат Южной Америки: 1929
- Обладатель Кубка Беккара Варелы: 1932